# Denisonia
Denisonia — рід отруйних змій родини аспідових (Elapidae). Представники цього роду є ендеміками Австралії. Рід отримав назву на честь британського колоніального адміністратора Вільяма Денісона.

## Види
Рід Denisonia нараховує 2 види:
- Denisonia devisi (Waite & Longman, 1920)
- Denisonia maculata (Steindachner, 1867)